# Cimetière du mont Hébron

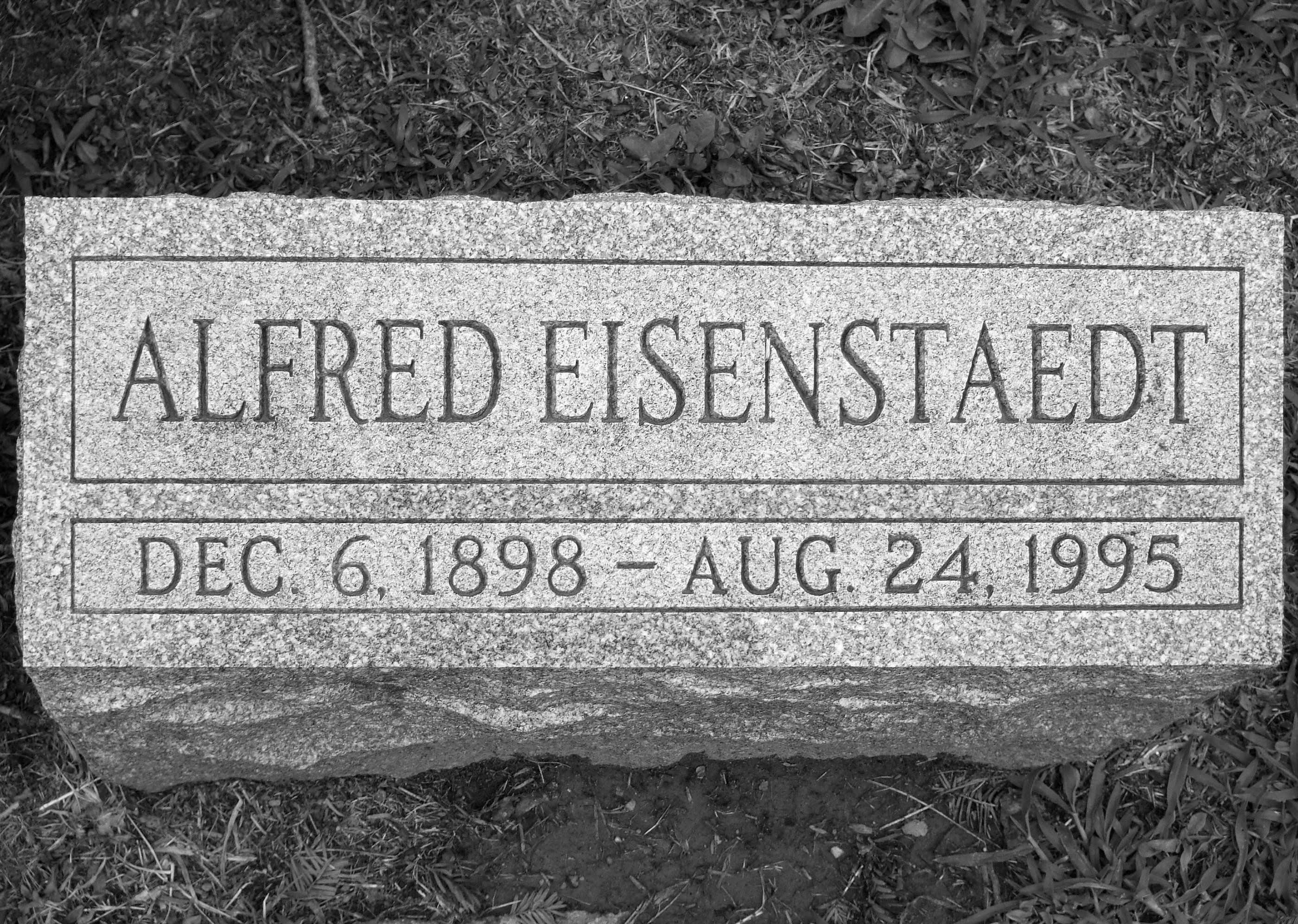
Alfred Eisenstädt

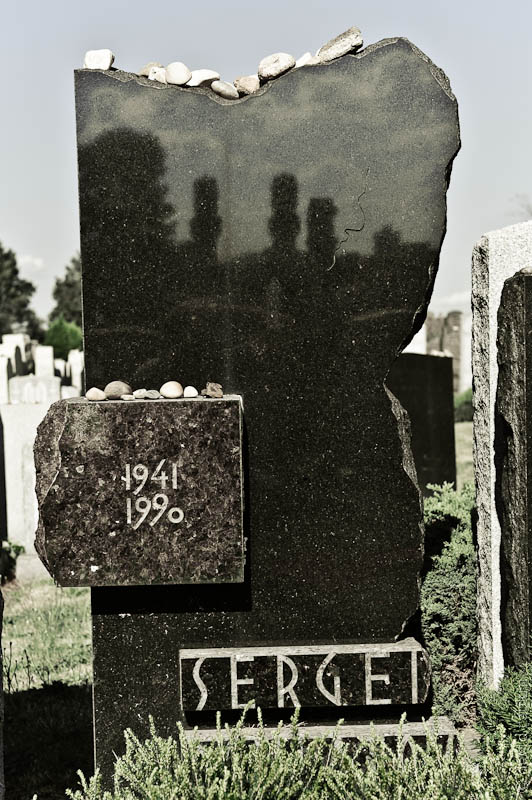
Sergueï Dovlatov

Le cimetière du mont Hébron, en anglais : Mount Hebron Cemetery, est un cimetière juif situé à Flushing, dans le Queens, à New York, aux États-Unis. Il a été fondé en 1903 comme section juive du Cimetière de Cedar Grove (en) et occupe la grande majorité de sa superficie. Le cimetière se trouve sur l'ancien domaine de Spring Hill du gouverneur colonial Cadwallader Colden. Le cimetière est constitués de blocs, eux-mêmes divisés en sections ou society grounds. Les sections étaient à l'origine vendues principalement à des familles ou à des groupes communautaires juifs tels que les Landsmanshaftn (en), à des sociétés d'entraide et à des entreprises funéraires. Mount Hebron dispose, par exemple, d'une section réservée aux personnes qui ont travaillé dans le théâtre yiddish à New York,,. Bien que ce type d’organisation soit courant dans les cimetières juifs américains, Mount Hebron présente un éventail particulièrement diversifié de society grounds. Environ 226 000 personnes y ont été inhumées depuis son ouverture.
L'Arbeter Ring États-Unis dispose à Cedar Grove et au Cimetière du Mont Hébron d'environ 12 000 sépultures de membres juifs et non juifs.
Le mont Hébron abrite également des mémoriaux dédiés à la Shoah érigés par des immigrants juifs, comme par exemple un grand monument érigé par des immigrants et des descendants d'immigrés de la ville de Hrodna, dans ce qui est aujourd'hui l'ouest de la Biélorussie, et qui porte l'inscription : « En mémoire de nos chers parents, frères et sœurs de la ville de Grodno et de ses environs, qui ont été brutalement persécutés et assassinés par les nazis pendant la Seconde Guerre mondiale ».

## Personnes notables inhumées
- Celia Adler (1889-1979), actrice de théâtre yiddish
- Henrietta Jacobson Adler, femme de Julius Adler (en) (1906-1994), actrice de théâtre yiddish
- Julius Adler (en) (1906-1994), acteur de théâtre yiddish
- Jules Bender (en) (1914-1982), star du basket-ball universitaire
- Mina Bern (en) (1911-2010), actrice de théâtre yiddish
- Ben Bernie (1891-1943), chef d'orchestre et personnalité de la radio
- Reizl Bozyk (en) (1914-1993), actrice de théâtre yiddish
- Paulina Lavitz Brav (1879-1959), actrice de théâtre yiddish
- Lepke Buchalter (1897-1944), figure du crime organisé, patron de Murder, Inc.
- Lillian Lux (en) (1918-2005), actrice de théâtre yiddish
- Pesach'ke Burstein (en) (1896-1986), acteur de théâtre yiddish
- Louis Cohen (en) (1904-1939), gangster
- Isidore Dollinger (en) (1903-2000), sénateur et député de l'État de New York, membre du Congrès américain et procureur du comté de Bronx
- Sergueï Dovlatov (1941-1990), écrivain
- Alfred Eisenstaedt (1898-1995), photojournaliste
- Shep Fields (1910-1981), chef d'orchestre
- Louis D. Gibbs (en) (1880-1929), avocat, député, juge du tribunal du comté de Bronx, juge de la Cour suprême de New York
- Jack Gilford (1908-1990) Broadway, interprète de cinéma et de télévision
- Madeline Lee Gilford (en) (1923-2008), actrice de cinéma et de théâtre, productrice de théâtre, épouse de Jack Gilford
- Jennie Goldstein (en) (1896-1960), actrice de théâtre yiddish
- Adolph Held (en) (1885-1969), conseiller municipal de la ville de New York, rédacteur et directeur de Forward, militant syndical
- Max Jacobson (1900-1979), médecin souvent connu sous le nom de Dr Feelgood
- Marvin Kaplan (1927-2016), acteur
- Nathan Kaplan (en) (1891-1923), gangster
- Alan King (1927-2004), comédien
- Harry Kopp (en) (1880-1943), avocat et homme politique
- Abraham Landau (1895-1935), gangster
- Eddie Layton (en) (1925-2004), organiste des Yankees de New York
- Aaron Lebedeff (1873-1960), acteur de théâtre yiddish
- Fred Lebow (1932-1994), fondateur du New York City Marathon et président du New York Road Runners Club
- Raphael Lemkin (1900-1959), initiateur de la Convention pour la prévention et la répression du crime de génocide
- Shifra Lerer (1915-2011), actrice de théâtre yiddish
- Jeanne Manford (1920-2013), enseignante américaine et militante LGBTQ+
- Menashe Oppenheim (en) (1905-1973), acteur de théâtre et de cinéma yiddish
- Sam Paul (en) (1874-1927), joueur, figure de la pègre, homme d'affaires et organisateur politique
- Jack Pearl (en) (1894-1982), artiste de vaudeville et comédien radio
- Nathan D. Perlman (en) (1887-1952), membre du Congrès américain
- Molly Picon Kalich (1898-1992), actrice de théâtre yiddish
- Gregory Ratoff (1893-1960), acteur et réalisateur de théâtre yiddish et hollywoodien
- Morris D. Reiss (en) ( c. 1887 – 1949), avocat et membre de l'Assemblée de l'État de New York
- Miriam Kressyn (en) (1910-1996), actrice et chanteuse de théâtre yiddish
- Seymour Rexite (en) (1908-2002), acteur et chanteur de théâtre yiddish
- Solomon Schechter (1847-1915), théologien juif conservateur
- Fred Schmertz (en) (1888-1976), membre fondateur des Millrose Games et directeur de la compétition de 1934 à 1974
- Maurice Schwartz (1891-1960), acteur de théâtre yiddish
- Ben Selvin (en) (1898-1980), musicien de jazz
- William I. Sirovich (en) (1882-1939), membre du Congrès américain
- Menasha Skulnik (en) (1892-1970), acteur de théâtre yiddish
- Bertha Kalich (en) (décédée en 1874-1939), actrice de théâtre yiddish
- Fred Spira (en) (1924-2007), dirigeant de l'industrie photo, inventeur, collectionneur d'art et de photographie, historien
- Thea Tewi (en) (1902-1999), sculpteur et créatrice de lingerie
- Bessie Thomashefsky (en) (1873-1962), actrice de théâtre yiddish
- Boris Thomashevsky (en) (1866-1939), acteur de théâtre yiddish
- Emanuel Weiss (1906-1944), figure du crime organisé, membre de Murder, Inc. et associé de Louis Buchalter
- Peter Wiernik (1865-1936), journaliste yiddish, rédacteur en chef de journal, historien
- Une tombe de guerre du Commonwealth britannique, d'un soldat du Corps de santé royal canadien de la Première Guerre mondiale